# اندیس محمد آباد دلیجان
محمد آباد دلیجان یک اندیس فلزی است که در حوالی شهر دلیجان استان مرکزی قرار دارد و مادهٔ معدنی موجود در آن، آهن است. سنگ میزبان این اندیس توف اسیدی است در این اندیس، پاراژنز‌های کالکو پیریت و مالاکیت یافت می‌شوند.